# Euxoa pseudoobelisca
Euxoa pseudoobelisca là một loài bướm đêm trong họ Noctuidae.